# Bandar Utama
Bandar Utama is een bestuurslaag in het regentschap Tebing Tinggi van de provincie Noord-Sumatra, Indonesië. Bandar Utama telt 5109 inwoners (volkstelling 2010).